# Medialuna californiensis
Medialuna californiensis är en fiskart som först beskrevs av Steindachner, 1876.  Medialuna californiensis ingår i släktet Medialuna och familjen Kyphosidae. IUCN kategoriserar arten globalt som livskraftig. Inga underarter finns listade i Catalogue of Life.